# Abschmecken

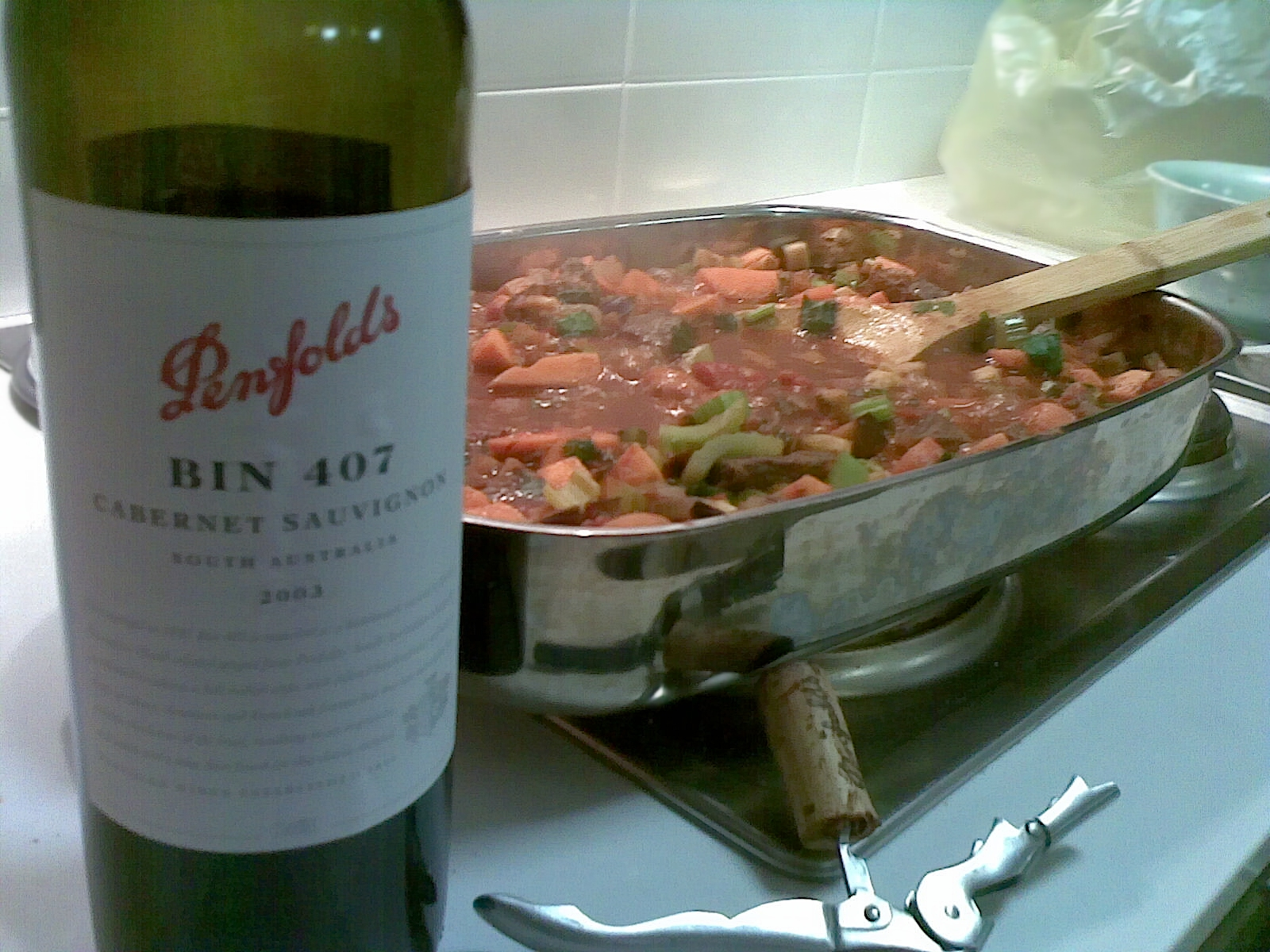
Abschmecken, hier mit etwas Rotwein bei einem fertig gegarten Rindfleisch-Stew

Als Abschmecken wird das abschließende Verkosten und etwaige Nachwürzen einer Speise vor dem Servieren bezeichnet. Dazu wird ebenfalls die Zugabe von Stoffen gezählt, die eine veredelnde Funktion haben, wie zum Beispiel Sahne, Wein oder Spirituosen, aber auch von Salz, Pfeffer und anderen Gewürzen.